# Національний морський парк і заповідник Момбаса
Морський національний парк і заповідник Момбаса — морський парк і національний заповідник у Момбасі, Кенія. Парк має площу 10 км 2, а заповідник — 200 км 2.
Він розташований на узбережжі поблизу туристичних зон і є популярним пляжем через завдяки гарному снорклінгу та дайвінгу. Інші види діяльності включають прогулянку на човні, любительську риболовлю, віндсерфінг, катання на водних лижах і спостереження за іншою дикою природою на суші та під водою. Це найбільш відвідуваний морський парк Кенії. У його водах зростають гарні коралові рифи. Заповідник також є домом для різноманітних морських видів тварин, включаючи крабів, морських зірок, риб-камінь, огіркових морських їжаків, коралів, черепах, морських трав і перелітних птахів, включаючи крабів.

## Історія
Згідно із законодавством в 1987 році територія була офіційно визнана національним парком, щоб запобігти руйнуванню як природі, так і громадам, що оточують парк, через надмірний вилов риби, знищення коралових рифів і втрату доходу внаслідок зменшення туризму. Парк також був визнаний морським парком для захисту коралових рифів і тварин, які були метою риболовлі та трофейного полювання. У 1992 році було запроваджено нічне патрулювання, щоб приборкати браконьєрство дикої природи, а також було прийнято законодавство про заборону рибальства. Лише в 1994 році браконьєрство та рибальство припинилися, а територія була під повною охороною.